# 6 Feet Deep
6 Feet Deep é o album de estréia do grupo de rap Gravediggaz, lançado no ano de 1994. Contém 16 músicas, descritas na lista abaixo.

## Faixas
1. Just When You Thought It Was Over (Intro)
2. Constant Elevation
3. Nowhere To Run, Nowhere To Hide
4. Defective Trip (Trippin')
5. 2 Cups Of Blood
6. Blood Brothers
7. 360 Questions
8. 1-800 Suicide
9. Diary Of A Madman
10. Mommy, What's A Gravedigga?
11. Bang Your Head
12. Here Comes The Gravediggaz
13. Graveyard Chamber
14. Deathtrap
15. 6 Feet Deep
16. Rest In Peace (Outro)

## Referência
- http://www.discogs.com/Gravediggaz-6-Feet-Deep/release/607227